# Пащенко, Лев Корнеевич
Лев Корнеевич (Корнилиевич) Пащенко (1782—1834) — генерал-майор, участник Наполеоновских войн, командир Охтенского порохового завода.

## Биография
Лев Пащенко родился в 1782 году в семье секунд-майора. По окончании обучения во 2-м кадетском корпусе, 8 декабря 1799 года, он был произведён в подпоручики с определением в 5-й артиллерийский батальон, переименованный в 1803 году в 3-й артиллерийский полк.
16 февраля 1805 года Пащенко произведён в поручики, а 1 сентября того же года переведён в 10-й артиллерийский полк. Находясь здесь, Пащенко 10 августа 1806 года получил чин штабс-капитана и в том же году, 23 августа, переведён на службу в 16-ю артиллерийскую бригаду.
Произведённый 26 октября 1808 года в капитаны, Пащенко участвовал в походах 1808 и 1809 годов против турок в Молдавии и был при блокаде крепости Браилова, где отличился и получил орден Анны 4-й степени, а также принимал участие в блокаде крепостей Кюстенджи и Силистрии.
8 января 1810 года Пащенко произведён в майоры с переводом в 18-ю артиллерийскую бригаду, с которой принимал участие 26 мая — во вторичной блокаде крепости Силистрии, где за отличие получил орден Св. Владимира 4-й степени с бантом, так же участвовал в осаде крепостей Журжи и Шумны.
9 февраля 1811 года Пащенко получил чин подполковника и назначен командиром 18-й артиллерийской бригады, входивший в состав 18-й пехотной дивизии князя Щербатова.
Во время Отечественной войны 1812 года Пащенко участвовал в сражениях под Кобрином и Городечно, где за отличие получил орден Св. Анны 2-й степени; а также сражался при Березине. 4 августа 1813 года Пащенко был удостоен ордена Св. Георгия 4-й степени (№ 2631 по кавалерскому списку Григоровича — Степанова)
За отличия в сражениях с французами под Стаховым и Брилли.
В Заграничном походе 1813 года он сражался при Торне, Дрездене, Кенигсварте, Бауцене и Кацбахе. В Германии и Франции Пащенко находился до конца 1815 года.

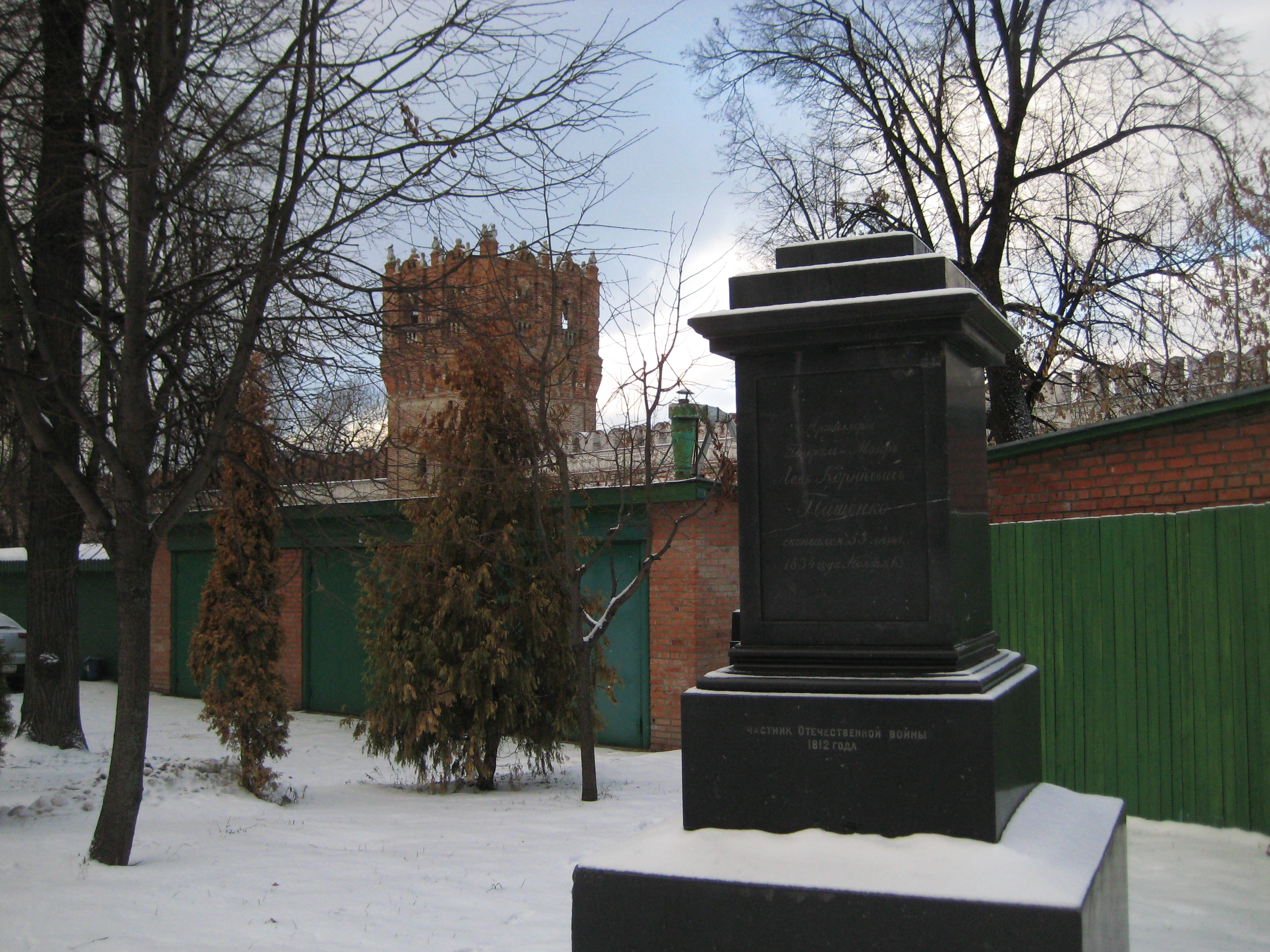
Надгробие в Новодевичьем монастыре

По возвращении в Россию Пащенко был назначен в ноябре 1815 г. командиром 2-й артиллерийской бригады, 15 июля 1816 года командиром подвижного № 15 парка, 24 мая 1817 года — командиром 80-й понтонной роты, а 8 мая 1819 года — командиром 9-й артиллерийской бригады. Получив 1 июля 1819 года чин полковника, Пащенко 25 декабря того же года назначен командиром 4-й парочной батарейной роты с парком 18-й артиллерийской бригады, в этой должности оставался до 18 марта 1826 года, когда был определён помощником командира Шосткинского порохового завода.
25 марта 1828 года Пащенко был произведён в генерал-майоры и 31 июля того же года назначен командиром Охтенского порохового завода, в каковом звании оставался по 24 февраля 1834 года, когда был уволен в отставку. Умер в том же году.